# 65537
65537（六万五千五百三十七、ろくまんごせんごひゃくさんじゅうなな）は、自然数または整数において、65536の次で65538の前の数である。

## 性質
- 65537は6543番目の素数であり、1つ前は65521、次は65539。
- 65537と65539は861番目の双子素数である。1つ前は (65519, 65521)、次は (65579, 65581)。
- 65537 = 224 + 1
  - 4番目のフェルマー数である。1つ前は257、次は4294967297。
    - 4番目のフェルマー素数である。1つ前は257、次は不明。(オンライン整数列大辞典の数列 A019434)

## その他 65537 に関連すること
- 正六万五千五百三十七角形は定規とコンパスのみを用いて描くことができる。正素数角形のうち、このような性質を持つものとしては、知られている中で最も多くの辺を持つ。
- RSA暗号において、65537が冪指数として常用される[1]。これは、65537のハミング重みが2と小さく、効率的に計算を行えることによる。